# Gălănești
Gălănești est une commune du județ de Suceava en Roumanie.